# غیرمنتظره (فیلم)
غیرمنتظره فیلمی به کارگردانی و نویسندگی محمدهادی کریمی محصول سال ۱۳۸۵ ایران است.

## بازیگران
- هانیه توسلی
- سیدشهاب الدین حسینی
- سودابه بیضایی
- سید مهرداد ضیایی
- دانیال عبادی
- سیاوش حکمت شعار